# Амброджо Траверсарі
Амбро́джо Траверса́рі (італ. Ambrogio Traversari; 1386, Портіко-е-Сан-Бенедетто — 20 жовтня 1439, Феррара) — італійський гуманіст, теолог римсько-католицької церкви, перекладач античної літератури.

## Діяльність
Народився в Романьї. Був генералом ордена камальдулів. Був у близьких зносинах з флорентійським гуртком гуманістів; розшукував по монастирських бібліотеках рукописи твори класичних письменників (особливо цікавився давньогрецькою літературою), але, як чернець, утримувався від перекладу текстів світській літературі й переклав латиною лише деякі життєписи філософів, Діогена Лаертського.
Праці Траверсарі були присвячені, переважно, перекладу грецьких церковних письменників. Результатом поїздки монастирями Італії, яку Траверсарі здійснив за дорученням Папи, з метою проведення в них необхідних реформ, з'явився його «Путівник» («Hodoeporicon»), який барвисто змальовує звичаї ченців того часу.
Завдяки приязному ставленню папи Євгена IV до Траверсарі, той відігравав помітну роль на соборах базельському і ферраро-флорентійському; на останньому редагував акт унії між грецькою і римською церквами (1439) і дивував греків своїм знанням грецької розмовної мови. Текст унії був складений самим Амвросієм і надрукований у XIII томі «Gr. Lat. Conc.» під назвою «unionis formula».

## Вибрані твори
- Hodoeporicon, подорожній щоденник з мандрівки манастирями Італії[3]
- Epistolarium, листування[3]
- Переклади:
  - Палладій, Життя Хризостома
  - Ефраїм Сирус, Дев'ятнадцять клятв Ераїма Сируса
  - Василій Великий, Про цноту
  - Діоген Лаертський, Vitae philosophorum (Життєписи філософів)[4]
  - Псевдо-Діонісій Ареопагіт (1436)

## Видання
- Lorenzo Mehus (éd.), Ambrosii Traversarii generalis Camaldulensium aliorumque ad ipsum et ad alios de eodem Ambrosio Latinæ epistolæ, Florence, 1759 ; réimpr. Bologne, Forni, 1968.
- Alessandro Dini-Traversari, Ambrogio Traversari e i suoi tempi. Albero genealogico recostruito. Hodœporicon, Florence, 1912.